# Paracelöarna

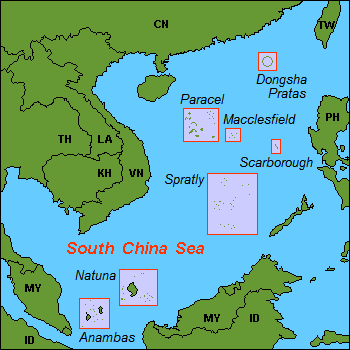
Karta över Sydkinesiska havet med dess ögrupper.

Paracelöarna eller Xisha-öarna ("Västra ögruppen", kinesiska: 西沙群島; pinyin: Xīshā Qúndǎo; vietnamesiska: Quần đảo Hoàng Sa) är en grupp öar och rev i Sydkinesiska havet. Öarna annekterades av Kina 1974, men även Taiwan och Vietnam gör anspråk på området.

## Geografi
Öarna är en grupp om cirka 130 korallöar och ligger utanför södra Kina och mellersta Vietnam. De  sträcker sig över cirka 300 kilometer där den västliga Crescentgruppen och den östliga Amfitritegruppen utgör ringformade ökedjor, som är rester efter delvis sjunkna atoller. Deras samlade  areal uppgår till cirka 6 kvadratkilometer (motsvarar ön Ven). Den största höjden över havet, på Rocky Island, är  14 meter. Öarna täcks till större delen av låg vegetation och befolkas idag huvudsakligen av kinesiska militärer och fiskare.
Kina inrättade 2012 en stad på prefekturnivå med namnet Sansha (Tresandområdet) för sina anspråk i Sydkinesiska havet och har sin administration på Woodyön ("Woody Island", kinesiska Yongxing Dao) i Amfitritegruppen. I Sansha utgör Paracelöarna ett distrikt på häradsnivå med namnet Xisha (Västra sanden).
Havet kring öarna är mycket rikt på fisk och förmodas även gömma stora olje- och naturgasfyndigheter.

## Historia
Öarna har länge varit kända av kinesiska sjöfarare, och Kina har under lång tid gjort anspråk på öarna. År 1537 besöktes öarna av den portugisiske sjöfararen kapten de Pinto, som gav dem det europeiska namnet "Ilhas do Tavaquerro". Öarna annekterades av Kina 19 januari 1974, men dessa anspråk bestrids av både Vietnam (vars kust ligger nära de västligaste delarna av arkipelagen) och Taiwan (som med historiska kinesiska anspråk i botten ligger i tvist med flera grannländer om olika ögrupper i regionen).
Ögruppen ingår sedan 2012 tillsammans med Nanshaöarna (Spratlyöarna) och Zhongshaöarna i prefekturnivåstaden Sansha, som tillhör provinsen Hainan i Kina.